# Naus annexes a la Fàbrica Grober
Les Naus annexes a la Fàbrica Grober és una obra racionalista d'Arenys de Munt (Maresme) protegida com a Bé Cultural d'Interès Local.

## Descripció
Naus situades al costat nord del conjunt industrial Grober. Totes elles estan arrenglerades, de manera que formen un conjunt homogeni. Són de planta rectangular, d'uns 60 x 30 metres aproximadament, amb planta baixa i un semi-soterrani que aprofita el desnivell de la parcel·la per tenir accés a peu de carrer des dels dos nivells. Algunes de les façanes de les naus que donen al carrer Sant Antoni Maria Claret presenten finestres rectangulars apaïsades i una gran porta rectangular.
El conjunt presenta una coberta en dents de serra de deu trams de secció semicircular, sostinguda per una estructura de jàsseres de formigó i pilars.

## Història
Conjunt construït durant la dècada dels anys 50 del segle XX com a ampliació de la fàbrica Grober, que s'havia instal·lat en l'antiga fàbrica Colomer. A principis de la dècada de 1920, els germans Colomer, de Mataró, van encarregar a Andreu Roca la construcció d'una fàbrica que, segons ells, hauria de ser una de les indústries tèxtils més importants de Catalunya: “Manufacturas Colomer, S. A.”. L'any 1927 les obres s'aturaren temporalment a causa de la defunció de Josep Colomer i, finalment, el 1929 la fàbrica ja entrà en funcionament, amb 28 treballadors en plantilla. No obstant això, a principis dels anys 30 tancà i quedà abandonada.
Durant la Guerra Civil, el conjunt industrial fou utilitzat com a seu dels carrabiners i, més tard, com a hospital. L'any 1947 es va fer càrrec l'empresa Grober -fundada el 1890 per l'italià Cristobal Grober Viotti-, que va aconseguir que el 1956 Arenys de Munt entrés en una nova etapa marcada per l'increment del pes industrial de la població. La indústria es dedicà a la fabricació de teixits elàstics. Fou en aquesta etapa quan es construí la guarderia per als nens dels obrers a l'interior del recinte. La fàbrica continua dedicada a la fabricació de cintes elàstiques, i des de l'any 1985 la societat s'anomena Grobelastic, S. A., amb el nom comercial de Grobel.